# Robert Agnew
Robert Agnew (4 de junio de 1899-8 de noviembre de 1983) fue un actor cinematográfico de nacionalidad estadounidense, cuya carrera transcurrió principalmente en la época del cine mudo.
Nacido en Dayton, Kentucky, rodó un total de 65 filmes, tanto mudos como hablados.
Tal y como indicaba la publicación The Heart of Broadway, el actor fue una estrella con un gran número de admiradores.
Robert Agnew falleció en 1983 en Palm Springs, California, por causa de una insuficiencia renal.

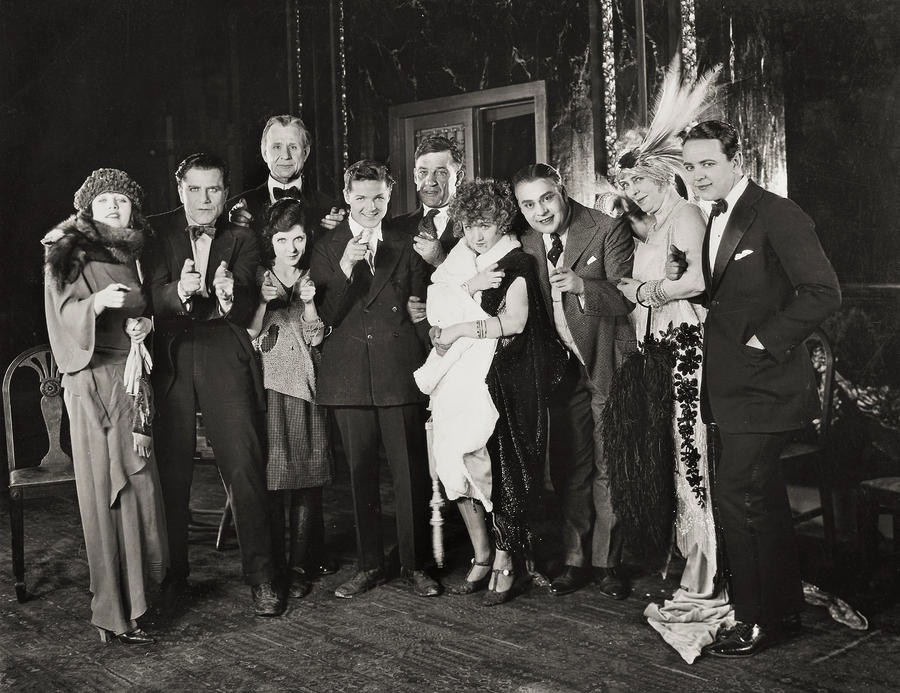
De izq. a der. : Betty Compson, Bert Lytell, Charles Ogle, May McAvoy, Gareth Hughes, Walter Long, Kathleen Clifford, Jed Prouty, Mayme Kelso y Robert Agnew en Kick In (1922)

## Selección de su filmografía
- The Frisky Mrs. Johnson (1920)
- The Passion Flower (1921)
- Clarence (1922)
- Kick In (1922)
- Trimmed in Scarlet (1923)
- Prodigal Daughters (1923)
- Bluebeard's 8th Wife (1923)
- The Marriage Maker (1923)
- Three Who Paid (1923)
- Love's Whirlpool (1924)
- Wine of Youth (1924)
- The Denial (1925)
- The Great Love (1925)
- Fourth Commandment (1926)
- Snowbound (1927)
- The College Hero (1927)
- Wandering Girls (1927)
- The Prince of Headwaiters (1927)
- The Heart of Broadway (1928)
- The Midnight Taxi (1928)
- The Woman Racket (1930)
- Golddiggers of 1933 (1933)